# Manuel Jiménez Abalo
Manuel Enrique Jiménez Abalo (Vilagarcía de Arousa, 1956. október 27. –) spanyol válogatott labdarúgó.

## Pályafutása

### Klubcsapatban
Vilagarcía de Arousában született, Galiciában. A labdarúgást a helyi csapatban, az Arosában kezdte. 1979 és 1991 között a Sporting Gijónban játszott és 12 év alatt több mint 500 mérkőzésen lépett pályára. Az 1991–92-es idényben a Real Burgos játékosaként fejezte be a pályafutását, ahol a szezon mind a 38 mérkőzésén pályára lépett.  

### A válogatottban
Egy mérkőzésen szerepelt a spanyol válogatottban. 1981. november 18-án Lengyelország ellen lépett pályára. Részt vett az 1982-es világbajnokságon.

## Külső hivatkozások
- Manuel Jiménez Abalo adatlapja a National-Football-Teams.com oldalon (angolul)

- Manuel Jiménez Abalo (angol nyelven). eu-football.info
- Manuel Jiménez Abalo (angol, katalán, spanyol nyelven). BDFutbol.com
- Manuel Jiménez Abalo adatlapja a worldfootball.net oldalon (angolul)